# Jenselyn Morales
Jenselyn Morales (7 giugno 1999) è una pallavolista portoricana, centrale delle Cangrejeras de Santurce.

## Carriera

### Club
La carriera da professionista di Jenselyn Morales inizia nella stagione 2016, quando dai tornei scolastici approda alle Valencianas de Juncos, in Liga de Voleibol Superior Femenino: resta legata alla franchigia di Juncos fino al torneo 2019. Per la Liga de Voleibol Superior Femenino 2020 approda alle Changas de Naranjito, dove milita per un biennio.
Dopo un'annata di inattività, nella Liga de Voleibol Superior Femenino 2023 torna in campo con le Leonas de Ponce e, dopo un'altra annata di inattività, per la Liga de Voleibol Superior Femenino 2025 viene ingaggiata dalle Mets de Guaynabo, prima di trasferirsi nel corso del torneo alle Cangrejeras de Santurce.

### Nazionale
Nel 2018 debutta nella nazionale portoricana in occasione delle qualificazioni nordamericane alla Volleyball Challenger Cup.